# أوسيكيس (مسمرير)
أوسيكيس هي إحدى مشيخات المملكة المغربية، تتبع جغرافيا لإقليم تنغير وإداريًا لمسمرير. يقدر عدد سكانها بـ 6447 نسمة حسب الإحصاء الرسمي للسكان والسكنى لسنة 2004.